# Jeugdbeleid
Jeugdbeleid is beleid dat gericht is op de jeugd. Diverse overheden (Europa, rijk, provincie en gemeenten) houden zich bezig met jeugdbeleid.
Zaken die in jeugdbeleid vervat zijn betreffen bijvoorbeeld:
- Jongeren en alcohol
- Leerplicht en spijbelen
- Jeugd- en jongerenwerk
- Speelvoorzieningen
- Rechten van jongeren
- Educatie
- Sport
- Sociale ondersteuning van probleemjongeren
- Avondklok voor jongeren onder de 12 jaar
- Jeugdwelzijnswerk

In Vlaanderen omschrijft het decreet met betrekking tot lokaal jeugdbeleid, jeugd tot de leeftijd van 25 jaar.  Een aantal bepalingen die tot andere beleidsvlakken behoren  gaan tot 18 jaar, zoals onderwijs. 